# Referendum na Łotwie w 2003 roku
Referendum na Litwie w 2003 roku – referendum w sprawie przystąpienia Łotwy do Unii Europejskiej i ratyfikacji traktatu ateńskiego, tzw. referendum europejskie bądź akcesyjne, odbyło się 20 września 2003.
Łotysze odpowiadali na następujące pytanie:

Czy popierasz członkostwo Łotwy w Unii Europejskiej?

## Wyniki referendum
W referendum wzięło 72,5% uprawnionych do głosowania. Za akcesją głosowało 67% z nich, przeciw było 32,3%.
Aby referendum akcesyjne mogło się odbyć, konieczne było dokonanie zmian w konstytucji Łotwy, która nie przewidywała organizowania referendów w kwestii przystąpienia do organizacji międzynarodowych, jak również w ustawie o referendach. Przyjęcie poprawek nastąpiło podczas sesji plenarnej parlamentu łotewskiego w dniu 8 maja 2003 Aby wynik referendum był wiążący, głos musiało oddać co najmniej ok. 497,5 tys. wyborców (35,14% osób uprawnionych do głosowania), a więc co najmniej połowa głosujących w ostatnich wyborach parlamentarnych, które odbyły się w październiku ubiegłego roku.